# Jaime Stiuso
Antonio Horacio Stiuso (San Justo, 21 de junio de 1953) es un espía o agente de inteligencia argentino que hizo carrera como responsable de contrainteligencia en la SI (Secretaría de Inteligencia, anteriormente SIDE) de ese país entre 1972 y 2014. También es conocido por los nombres de Jaime Stiuso, Horacio Stiuso, Antonio Stiuso, Antonio Stiles, Aldo Stiles y Jaime Stiles, entre otros.
Fue el director general de Operaciones de los servicios de inteligencia argentinos durante 34 años.

## Revelación de identidad
La identidad de Stiuso fue revelada al público cuando su nombre y fotografía fueron difundidos en 2004 por el entonces ministro de Justicia, Gustavo Béliz. En diciembre de 2014, Stiuso fue despedido de la Secretaría de Inteligencia luego de que la entonces presidenta de Argentina Cristina Fernández de Kirchner decidiera descabezar el organismo. El político Pino Solanas, denunció que Jaime Stiuso tenía un poder enorme. «Yo fui víctima de un grupo de tareas de él, cuando me pegaron seis tiros. Nosotros fuimos los primeros que escrachamos a la SIDE y los denunciamos penalmente».

## Trayectoria
Es ingeniero en electrónica. Ingresó en el Servicio de Inteligencia del Estado en 1972, durante el gobierno de Agustín Lanusse y trabajó durante varios gobiernos dictatoriales y democráticos, hasta casi el final de la segunda presidencia de Cristina Fernández de Kirchner. Ingresó como personal administrativo a los dieciocho años de edad.
Su poder se acrecentó durante la presidencia de Carlos Menem y fue nombrado Director de Contrainteligencia durante la presidencia de Fernando de la Rúa.
Es experto en informática, con fama de hacker y conocido por las escuchas telefónicas. Actuó durante 24 años al frente del departamento de Contrainteligencia, División 85, a cargo de controlar la prevención de delitos contra el Estado. Fue el protegido del presidente Néstor Kirchner durante los años de su mandato. Incluso tomó partido por él en el enfrentamiento que tuvo con su Ministro de Justicia. El Ministro de Justicia de Néstor Kirchner desde 2003, Gustavo Beliz, quien fuera echado el 24 de julio de 2004, afirmó que Stiuso había convertido a la secretaría de Inteligencia en una «policía secreta sin control» y lo acusó de haber sido el responsable de «la compra y tortura de testigos, extorsiones y enriquecimiento ilícito a través de empresas».
Stiuso fue nombrado Director de Contrainteligencia durante la presidencia de Néstor Kirchner. Durante años fue considerado el espía más poderoso de la Argentina.
Beliz mostró una foto suya, frente a cámaras, en Hora clave, frente al periodista Mariano Grondona, el 23 de julio de 2004. Según Beliz, Stiuso era «el encargado de manejar el poder real en la Secretaría».
Stiuso denunció penalmente a Gustavo Beliz por divulgar su imagen ya que la Ley Nacional de Inteligencia prohibía develar la identidad de los espías. Beliz tuvo que exiliarse de la Argentina y radicarse en los Estados Unidos. Siete años después, Beliz tuvo que enfrentar un juicio público en julio de 2011 por haber mostrado dicha foto en el programa. Stiuso fue citado a declarar, pero el entonces director de la Secretaría de Inteligencia, Héctor Icazuriaga, lo impidió porque Stiuso trabajaba como espía secreto y no podía concurrir a un juicio público.
Beliz declaró en el juicio que le había dicho a Kirchner que «si pinchaba teléfonos para conseguir información, terminaría esclavo de la persona que los pinchaba, Stiuso». También afirmó que «Stiuso había organizado, bajo la protección del gobierno kirchnerista, un ministerio de seguridad paralelo, una especie de gestapo».
El Tribunal Oral Federal número 3 absolvió, en agosto de 2011, a Gustavo Beliz y ordenó abrir una investigación sobre Stiuso. Pero en abril de 2012 Cámara de Casación penal anuló el fallo a favor de Béliz
Stiuso fue nombrado Director de Operaciones durante la presidencia de Cristina Fernández de Kirchner y nunca se investigó su papel durante la dictadura.
Stiuso tuvo gran protagonismo utilizando las escuchas en causas muy resonantes como el juicio contra el juez Juan José Galeano, casos de narcotráfico, el caso Antonini Wilson, el secuestro de Julio López, el atentado a la AMIA y el triple crimen de General Rodríguez en el que fueron asesinados tres jóvenes empresarios.
Stiuso volvió a cobrar notoriedad al aparecer muerto el fiscal Alberto Nisman. La muerte del fiscal federal Nisman generó una fuerte crisis institucional en la Argentina, ya que falleció el día anterior a declarar en el Congreso de la Nación por su denuncia contra la presidenta Kirchner. El gobierno acusó a Stiuso de haber fabricado la causa contra la presidenta.
Fue denunciado por supuesto enriquecimiento ilícito, entre otros delitos, por el diputado porteño Gustavo Vera. Además lo acusan de armar empresas para blanquear dinero ilegal, junto con otros agentes argentinos de Inteligencia.

### Caso AMIA y Nisman
Varias fuentes señalan que Stiuso, como director de los servicios secretos argentinos, ha sido partícipe activo en la investigación que llevaba a cabo el fiscal especial Alberto Nisman sobre el atentado a la AMIA ocurrido en 1994 en el que fueron asesinadas 85 personas y quedaron más de 300 heridos en uno de los máximos atentados terroristas de la historia argentina. En 2006, la Justicia argentina, después de años de investigar el caso y tomar cientos de declaraciones y evaluar pruebas,  formalmente acusó al gobierno iraní de planificar el atentado y al Hezbolá de ejecutarlo y, a través del juez Rodolfo Canicoba Corral, ordenó la captura de los siete exfuncionarios iraníes y un miembro operativo libanés del Hezbolá acusados por la fiscalía, representada por los fiscales  Nisman y Marcelo Martínez Burgos. Stiuso, como jefe de los servicios de inteligencia, habría sido la principal fuente de información de Nisman, según el juez de la causa, Rodolfo Canicoba Corral.
El gobierno argentino atribuyó a Stiuso la autoría, fáctica o intelectual, pocos días después de su salida de la Secretaría de Inteligencia, de la denuncia presentada contra Cristina Fernández de Kirchner por Alberto Nisman, en la que acusaba a la entonces presidenta y a su canciller  de haber pergeñado un supuesto plan para encubrir a los imputados iraníes por el atentado a la mutual judía a raíz de la firma de un acuerdo de entendimiento con Irán que, según el gobierno, permitiría avanzar en la investigación y, según Nisman, toda la oposición, la comunidad judeo-argentina y la propia AMIA, sería un proceso extrajudicial que impediría el enjuiciamiento de los acusados bajo la ley argentina. Este acuerdo fue declarado inconstitucional por la Justicia de Argentina. Nisman apareció muerto por un disparo pocos días después, un día antes de tener que presentar su denuncia frente al Congreso de la Nación, en circunstancias extrañas que todavía se investigan ya que se sospecha un posible homicidio, aunque no existe prueba contundente que sustente la teoría del homicidio.
Fuentes gubernamentales vincularon la denuncia de Nisman contra Cristina Fernández de Kirchner con una presunta venganza, a instancias o merced de su relación con la CIA estadounidense y el Mosad israelí, porque el acuerdo con Irán podría perjudicar la línea de investigación que imputaba el atentado a ciudadanos iraníes, sostenida por Nisman y que los Estados Unidos e Israel apoyaban, ya que el gobierno de Cristina Fernández de Kirchner a través de su canciller y diversos voceros, cuestionaban la investigación que culpabilizaba a los iraníes, la decisión de la Justicia argentina de imputarlos, y proponían abrir la pista siria. Aunque no está claro el nivel de participación puntual de Stiuso en esa denuncia y su eventual incidencia en los hechos que llevaron a la muerte de Nisman, destacaron la relación privilegiada que mantenía con el agente. Luego de la muerte de Nisman la denuncia contra la presidenta fue desestimada por la Justicia.  En diciembre de 2015 se dio a conocer un audio en el cual el canciller argentino reconocía la responsabilidad de Irán en el atentado. A raíz de eso Héctor Timerman fue imputado por traición a la Patria y encubrimiento.

## Denuncias
A partir de la revelación de su identidad, Stiuso fue objeto de una serie de denuncias judiciales por presunto cohecho, comisión de negocios ilícitos y otros delitos.
En julio de 2004, el entonces ministro Gustavo Béliz mostró ante las cámaras de un programa de televisión una fotografía de Antonio Stiuso. Béliz acababa de abandonar el gobierno de Néstor Kirchner, según afirmó, por desacuerdos tras advertir de presuntas maniobras ilegales y de corrupción que amparaba Stiuso desde su puesto de director de Contrainteligencia de la SIDE.
Anteriormente, en el mes de julio de 2013 la Cooperativa La Alameda presentó una denuncia judicial acompañada de un video que probaría la participación de Stiuso en negocios de prostitución y trata de personas en vinculación con Raúl Martins, otro exagente de la SIDE que se encuentra prófugo. El nexo entre ambos habría sido un agente conocido como Lauchón, muerto cuando fue allanada su casa por la Policía de la Provincia de Buenos Aires.
El escritor y exdiputado argentino Miguel Bonasso denunció a Stiuso ante el Senado de la Nación por haberlo presuntamente amenazado de muerte a través de la revista Noticias. Bonasso había afirmado que Cristina Fernández de Kirchner «temía» a Stiuso (antes de que la presidenta remplazara a las autoridades de la SIDE y despidiera al propio Stiuso).
En febrero de 2015, Gustavo Vera, titular de La Alameda, denunció a Stiuso por enriquecimiento ilícito por presuntas irregularidades en su patrimonio. Vera afirmaba que Stiuso tendría «privilegios» que le permitían ingresar cualquier tipo de producto al país a través del Aeropuerto Internacional de Ezeiza. La denuncia también solicita la investigación de una serie de sociedades anónimas con las que Stiuso y sus colaboradores en la Secretaría de Inteligencia tendrían vinculación.
En los primeros días de abril de 2018, Gustavo Vera, denunció en los medios, el riesgo existente, de que Antonio Stiuso matase a la modelo y activista Natacha Jaitt con estas palabras: "Hay que cuidar a Natacha Jaitt, Stiuso puede descartarla luego de usarla como al Fiscal Nisman". El 23 de febrero de 2019, Natacha Jaitt fue encontrada muerta, en extrañas circunstancias y que todavía se investigan.

## Vida personal
Está divorciado y vuelto a casar, y tiene tres hijas y un nieto.